# منير الماوري
منير الماوري محلل سياسي من محافظة البيضاء - مديرية رداع - منطقة ماور مقيم في واشنطن. وهو عضو في مؤتمر الحوار الوطني اليمني والده هو المهاجر اليمني يحيى صالح الماوري الذي عاش في السودان ومصر وفلسطين حتى عام 1948 ثم انتقل إلى الكويت وعاش فيها حتى عام 1957 حيث هاجر في ذلك العام إلى الولايات المتحدة وحصل على الجنسية الأميركية في عهد الرئيس جون كندي سنة 1963. متزوج من هدى العمري أستاذة للغة العربية في الولايات المتحدة الأمريكية لغير الناطقين بها، لديهما أطفال يتلقون تعليمهم في الولايات المتحدة الأمريكية أيضاً.

## نبذة
ولد منير في صنعاء وتنقل بينها وبين منطقته (ماور رداع) حتى أكمل مراحل الدراسة العامة في ثانوية الكويت ثم حصل على منحة دراسية لدراسة الصحافة والإعلام في جامعة اليرموك بالأردن التي تخرج منها حاصلا على بكالوريوس في الإعلام الإذاعي والتلفزيوني، ورأس خلال سنوات دراسته نادي الطلبة العرب والأجانب في الجامعة.
بعد تخرجه عاد إلى اليمن وعمل في إدارة الأخبار بمحطة التلفزيون اليمنية وإدراة البرامج في إذاعة صنعاء قبل أن يقرر اللحاق بأسرته والهجرة إلى أمريكا في أكتوبر 1989.
عمل في أمريكا صحفيا في صحيفة " Arab American News" الصادرة في ولاية ميشجن ثم عاد إلى اليمن بعد إعلان الوحدة وعمل في مؤسسة الثورة وصحيفة الوحدة حتى عام 1993.
وفي عام 2000 انتقل الماوري مع أسرته للإقامة في دولة قطر حيث عمل مع مجموعة من الصحفيين العرب على تأسيس الموقع الإخباري لقناة الجزيرة وعمل نائبا لمدير التحرير فيه عتى مطلع عام 2003.
وأثناء عمله في قناة الجزيرة تلقى عرضا من إذاعة صوت أميركا للعمل في راديو سوا الناشئة الناطقة باللغة العربية حيث انتقل إلى واشنطن وما زال يقيم فيها حتى الآن.
يعمل حاليا مراسلا في واشنطن لعدد من الوسائل الإعلامية من بينها صحيفة الشرق الأوسط اللندنية ومعلقا في القسم العربي بهيئة الإذاعة البريطانية ويكتب أرائه من آن لآخر في الصحف اليمنية.
اختير عضوا في المجلس الوطني لقوى الثورة اليمنية في أغسطس 2011، وممثلا لمجلس شباب الثورة اليمنية في واشنطن.

## النشاط السياسي
أثار الماوري غضب السلطة لأول مرة بنشره مقالا مطولا عن جريمة اغتيال الرئيس إبراهيم الحمدي وأخيه عبد الله وإلى جانبهما الشهيد علي قناف زهرة وأضطر لمغادرة البلاد مرة أخرى قبل نشوب حرب صيف 1994.
وكان الماوري قد اعتبر في مقالات له بصحيفة الوحدة أثناء الأزمة السياسية وثيقة العهد والاتفاق 1994 ثورة حقيقية تستحق من الشعب الوقوف إلى جانبها وأوضح مسبقا معارضته لأي خطوة نحو الحرب أو الانفصال.
كتب الماوري مقالا في مجلة المجلة السعودية التي عمل مراسلا لها بمدينة سانفرانسيسكو الأميركية طالب فيه بمحاكمة الرئيس علي عبد الله صالح بسبب إعلانه الحرب على أبناء الجنوب اليمني وتسبب المقال في تعكير صفو زيارة الرئيس للولايات المتحدة في ذلك العام.
أصدر كتابين عن الأوضاع في اليمن الأول تحت عنوان: اليمن والرقص على رؤوس الثعابين، والثاني تحت عنوان: دولة الصالح وسيناريو السقوط.
حوكم في عهد الرئيس اليمني المخلوع علي عبد الله صالح بتهمة اهانة رئيس الدولة عقب كشفه فضائح فساد من بينها أكبر صفقة في تاريخ اليمن بقيمة 15 مليار دولار لانشاء خمسة مفاعلات نووية لتوليد الكهرباء بالطاقة النووية، أجبرت الحكومة على الغائها بعد كشف الماوري لملابسات مشبوهة متعلقة بالصفقة.
صدر الحكم على الصحفي الماوري بالمنع من الكتابة مدى الحياة لكنه لم يمتثل للحكم واستمر في محاكمة نظام علي عبد الله صالح كتابيا بمقالاته النارية.
عقب اندلاع الثورة الشبابية كان الماوري من أبرز الأصوات الإعلامية المؤيدة للثورة والناطقة باسمها واستمر في كشف فضائح فساد الوزراء المؤيدين للعهد السابق.
التقى الماوري بالرئيس الجديد عبد ربه هادي منصور في واشنطن في أول زيارة للرئيس اليمني إلى العاصمة الأميركية،  واتفقا على دعم جهود المرحلة الانتقالية من أجل تحقيق الاستقرار في اليمن.